# TOMOVSKY
TOMOVSKY（トモフスキー、1965年12月14日 - ）は、日本の男性シンガーソングライター、イラストレイター。元カステラのボーカリスト・大木知之（おおきともゆき）によるソロユニットである。トモフという愛称でも呼ばれる。The ピーズの大木温之は双子の兄。O型。

## 概要
宅録を基本とした制作活動であり、メジャーレーベル在籍中も基本的にその姿勢は一貫しており、メジャー・デビューとなったミニ・アルバム『WALTZ』では作詞・作曲・編曲・演奏・プロデュース・歌唱・ジャケットイラスト全てを手がける。2000年代中頃からのライブ活動ではサード・クラス（はかまだ卓（ギター）、大塚ヤヨイ（キーボード）、クメムラヒトミ（ドラム））とサポートベース大木温之を率いたバンド「バンドTOMOVSKY」の他、事前収録した歌唱・演奏音源や映像（「トモフスキー2号」と称する）を用いた1人のみでの公演（「ひとりTOMOVSKY」と称する）などがある。

## 来歴
- 1993年、バンド「カステラ」の解散・MTハピネスなどの別バンドでの活動と並行し、TOMOVSKYの名で宅録カセットを自主制作し販売・ライブ活動を行う。
- 1995年3月、Epic Records傘下のdohb discsレーベルからメジャー・デビュー。
- 2000年1月、De-I Recordingsから「LET'S DO IT ON THE PHONE(Denwa de sumaso)」リリース、アメリカデビュー[2][3]。

- 2000年7月、dohb discsの解散に伴ってインディーズ活動へ移行。UKプロジェクト傘下に自主レーベルを設立し作品を発表している。

## ディスコグラフィー

### 宅録カセット
1. TOMOVSKY1（1993年）
遺伝のスリル／君はまだMISSかい?／両想い／2人めの君／記憶のコントロール／死人の日記／サイゴのコトバ／天才ワルツ／ヨロコビ(instrumental)
2. TOMOVSKY2（1993年）
ガン告知はいらない／僕は僕といる／整形OK!／お友達はお年寄り／話し相手は枕／うしろむきでOK!／ひとりあそび／ワルクないヨワクない
3. TOMOVSKY3（1994年）
チーム／部屋の王様、王様のへや／巨大なダムのありんこの穴／読書／ほめてよ／ホントの国際人／あのハナシのつづき／年表の色
4. LIVE TOMOVSKY（1995年）
ねるまえ／ガン告知はいらない／ほめてよ／手紙の返事／天才ワルツ／年表の色／巨大なダムのありんこの穴／サイゴのコトバ／話し相手は枕／死人の日記／チーム／ワルクナイ、ヨワクナイ／明るくなくていいのに／気晴らしなんかじゃ気は晴れない

### ミニアルバム・シングル
|      | 発売日         | タイトル                          | 規格品番  | 収録曲 | 備考                                    |
| ---- | -------------- | --------------------------------- | --------- | --- | --------------------------------------- |
| 1st  | 1995年3月24日  | WALTZ                             | ESCB-3014 | ワルクナイ、ヨワクナイ／気晴らしなんかじゃ気は晴れない ／ヨロコビ(instrumental)／天才ワルツ | dohb discs（Epic内レーベル）            |
| 2nd  | 1995年9月1日   | TEAM                              | ESCB-3023 | ねるまえ／サイゴのコトバ／明るくなくていいのに／チーム | dohb discs（Epic内レーベル）            |
| 3rd  | 1996年1月21日  | うしろむきでOK!                   | ESDB-3652 | うしろむきでOK!／ネガチョフ＆ポジコフのテーマ／うしろむきでOK!(オリジナル・カラオケ) | dohb discs（Epic内レーベル）            |
| 4th  | 1996年10月2日  | カンチガイの海                    | ESCB-3203 | カンチガイの海／両想い／手抜き返し／あのハナシのつづき／ワガママとイジワル | dohb discs（Epic内レーベル）            |
| 5th  | 1997年10月22日 | タイクツカラ                      | ESCB-3219 | タイクツカラ（GOTAヴァージョン）／完璧なユウウツ／今度はサイゴまで（かつての宅録ヴァージョン）                                                                                                   | dohb discs（Epic内レーベル）            |
| 6th  | 1997年12月12日 | 自分らしさなんて                  | ESCB-3221 | 自分らしさなんて（渡辺善太郎ヴァージョン）／T・O・M・O・V・S・K・Y／ホーヨーリョク／組曲「自分らしさなんて」（宅録ヴァージョン）                                                                 | dohb discs（Epic内レーベル）            |
| 7th  | 2000年4月1日   | イソイデナイノニ                  | ESCB-3247 | イソイデナイノニ／ORANGE CITY／MR.2050（OFFバージョン）／イソイデナイノニ（インストゥルメンタル）                                                                                                | dohb discs（Epic内レーベル）            |
| 8th  | 2000年5月3日   | 天国は天国じゃなさそう            | AICT-1215 | 天国は天国じゃなさそう／いとしのワンダ／天国は天国じゃなさそう（TOKYOバージョン）／ハナシカケル（1/11バージョン）                                                                                | dohb discs（SMAR内レーベル）            |
| 9th  | 2000年12月8日  | ヨルマニア                        | UKDZ-5003 | ファミレス／カンペキなヨナカ／ダレガクルノ？／ヨルマニア／カンタンが降ってくるんだ | FAMIRES RECORDS（DAIZAWA500内レーベル） |
| 10th | 2005年7月16日  | The Sound of Shimokitazawa No.001 | UKSOS-001 | 補助54号／知事になりたい | 下北沢限定販売                          |
| 11th | 2008年12月25日 | 我に返るスキマを埋めろ            | FAMI-014  | 我に返るスキマを埋めろ／サンタクロースを待ってる 2月に／無計画とゆう名の壮大な計画（live）／巨大なダムのありんこの穴（live）／スポンジマン～歌う42歳（live）／我に返るスキマを埋めろ（カラオケ） | FAMIRES RECORDS                         |
| 12th | 2010年7月1日   | 長すぎる冬                        | FAMI-017  | 長すぎる冬／うしろの記憶しか残らない／世界に呪いを／冬を語る（※語り）／長すぎる冬～木更津バージョン                                                                                              | FAMIRES RECORDS                         |

### 配信限定シングル
| 発売日         | タイトル                         |
| -------------- | -------------------------------- |
| 2005年6月6日   | スポンジマン                     |
| 2016年9月7日   | 不在                             |
| 2016年9月7日   | 希望の星                         |
| 2018年3月21日  | 不死身FUNK                       |
| 2018年3月21日  | 作戦会議                         |
| 2020年1月8日   | 疎遠(2019 After 6 Junction ver.) |
| 2020年7月1日   | 立派な浮遊霊                     |
| 2022年2月5日   | 冬の実験                         |
| 2022年2月5日   | 白鵬                             |
| 2022年12月31日 | 3時とか4時                       |
| 2023年1月7日   | やさしいしくみ                   |

### アルバム
|                  | 発売日         | タイトル                   | 規格品番   | 収録曲 | 備考                                         |
| ---------------- | -------------- | -------------------------- | ---------- | --- | -------------------------------------------- |
| 1st              | 1996年3月21日  | NEGACHOV&POSICOV           | ESCB-3197  | ネガチョフ＆ポジコフのテーマ／自家発電／いらない／忘却toハピネス／チーム／ほめてよ／年表の色／意味のない組み合わせはある／うしろむきでOK!／ガソリン／ワルクナイ、ヨワクナイ／今度はサイゴまで | dohb discs                                   |
| 2nd              | 1998年1月21日  | EXPO                       | ESCB-3223  | タイクツカラ／大人なので／ところどころ／待ってくれるかな／ミルク／われら天敵／自分らしさなんて／星ラップ／歌え夜更け！／ホーヨーリョク （セミヴァージョン）／散歩のための散歩／一日が終る／自分らしさなんて（8月13日ヴァージョン）                                                                         | dohb discs 最高位100位                       |
| 3rd              | 1999年6月2日   | LEISURE                    | ESCB-3240  | メトロ／アドバイス／デンワデスマソウ／デモ ケド ノニ／ゲンキガナカッタナ／メデシャベル／ハナシアイテハマクラ／イショライター／コイビトトグライシカ／ウソナンダ／リセット／フユニナッチャエ／ムカシミタイニハアソベナイ／コーキシン                                                                         | dohb discs                                   |
| 4th              | 2000年6月7日   | ORANGE FICTION             | AICT-1221  | いとしのワンダ（TOKYOバージョン）／クリア・スタート／天国は天国じゃなさそう／コインランドリーデート／Mr.STEP／イソイデナイノニ／ハナシカケル／植物時代／ORANGE CITY／クリア・エンド／Mr.2050／いとしのワンダ                                                                                               | dohb discs                                   |
| 5th              | 2001年2月23日  | YORUMANIA FULL             | UKDZ-FM-01 | カンタンが降ってるんだ／乗れ!!／ダレガクルノ?／ショウドウガイの季節／トリセツ／カンペキなヨナカ／カベ／メトロノームカフェ／イチバンサキニ／ヨゲンはハズレタ／ファミレス／まるでリーダーみたいに | FAMIRES RECORDS（DAIZAWA RECORDS内レーベル） |
| 6th              | 2002年8月9日   | 散らかったユウウツと赤い月 | FAMI-003   | inst I 散らかったユウウツ／アイタイヒトトダケ／PATROL／キミのユウウツをつくってるのはオレかも／inst II 赤い月／ワリとスグに／ウチトケヨウ／ユウウツに慣れちゃいけない | FAMIRES RECORDS（DAIZAWA RECORDS内レーベル） |
| 7th              | 2002年9月20日  | 地球人                     | FAMI-004   | TV／ラッキーチェア／クルマ／地球人／OFLO／サメルンダ／キミのペース／0.009／ILS／宇宙人 | FAMIRES RECORDS（DAIZAWA RECORDS内レーベル） |
| 8th              | 2002年12月11日 | 36                         | FAMI-005   | 36／HOW DO YOU DO?／Bad dreams also come true／みたかった夕立ち／20years／たりる／歌う36歳／36'カウントバージョン／恋を急げ! | FAMIRES RECORDS（DAIZAWA RECORDS内レーベル） |
| 9th              | 2003年7月23日  | GO                         | FAMI-006   | GO!GO!GO!／ひとりに戻るんだ／TPO／コドクはゴラク／幻想／カオが変わってゆくよ／中国のことわざ／魔法／接続／世界は終わってなかった | FAMIRES RECORDS（DAIZAWA RECORDS内レーベル） |
| 10th             | 2005年1月26日  | 39                         | FAMI-008   | 骨／イキツギ／脳／マナー／疎遠／5時のチャイム／果てるんだ／円盤を待っている | FAMIRES RECORDS（DAIZAWA RECORDS内レーベル） |
| 11th             | 2007年7月25日  | 大航海                     | FAMI-012   | 無計画とゆう名の壮大な計画／過去のドレイだ、生きた化石だ／SKIP／前世の記憶／不惑／楽しそうなとこにだけ／その2つ以外は／悪い方の錯覚／最高の錯覚／光をあつめて／マーライオンの口は今日も開いたまんま | FAMIRES RECORDS 最高位185位                  |
| 12th             | 2009年6月24日  | 幻想                       | FAMI-016   | 我に返るスキマを埋めろ／満席／AKY／ねる日／最初から下に置いておくんだ／記憶のコントロール／突破／スピード／幻想特急／我に返る（小声バージョン） | FAMIRES RECORDS 最高位227位                  |
| 13th             | 2010年12月15日 | 秒針                       | FAMI-018   | うしろの記憶しか残らない／明日、君に会うのか／秒針 slow／秒針 SKA／月にきいた／美人が消えた日／今日に与えよ／時々しか／好きになるはずの場所／自転をとめろ／こんな未来を | FAMIRES RECORDS 最高位187位                  |
| 14th             | 2012年2月15日  | いい星じゃんか！           | FAMI-020   | 文句いわない／SOX／苦笑いでハイタッチ／誰かがポテトを持ちこんでいる／最強／これか？／あれか？／無い！／人間／いい星じゃんか／こころ動け | FAMIRES RECORDS 最高位103位                  |
| 15th             | 2013年11月13日 | 終わらない映画             | FAMI-021   | オープニングテーマ／削除同盟／今日に与えよ2013／さしだせ／日付変更船／抵抗／2つめの太陽／ほうき／人生は無限だ／手のひら／都合のいいジャンプ／クロースリターン／映画の中 | FAMIRES RECORDS 最高位73位                   |
| 16th             | 2016年9月7日   | SHAAAA!!!                  | FAMI-025   | | FAMIRES RECORDS 最高位99位                   |
| 17th             | 2018年3月21日  | FUJIMI                     | FAMI-026   | | FAMIRES RECORDS 最高位135位                  |
| 18th             | 2019年4月24日  | SHINKYOKU TIME 2018-1      | FAMI-027   | | FAMIRES RECORDS                              |
| 19th             | 2019年4月24日  | SHINKYOKU TIME 2018-2      | FAMI-028   | | FAMIRES RECORDS                              |
| 20th             | 2020年7月1日   | LIFE RECORDER              | FAMI-030   | | FAMIRES RECORDS                              |
| 21st             | 2021年10月20日 | WE GO                      | FAMI-032   | | FAMIRES RECORDS                              |
| ベスト・アルバム |                |                            |            | |                                              |
| 1st              | 2005年12月7日  | BEST                       | FAMIUK-010 | ワルクナイヨワクナイ／カンチガイの海／骨／うしろむきでOK!／ガン告知はいらない／ワリとスグに／乗れ!／両想い／天才ワルツ／さよなら30代／デンワデスマソウ／ILS／忘却toハピネス／いらない／いとしのワンダ／ひとりに戻るんだ／GO!GO!GO!／タイクツカラ／脳／ヨロコビ／スポンジマン                               | FAMIRES RECORDS                              |
| 2nd              | 2007年1月24日  | BEST2                      | FAMI-011   | 天国は天国じゃなさそう／自分らしさなんて／コインランドリーデート／あのハナシのつづき／チーム／ほめてよ／巨大なダムのありんこの穴／疎遠／カンタンが降ってるんだ／話し相手は枕／ダレガクルノ／大人なので／たりる／散歩のための散歩／待ってくれるかな／ハナシカケル／一日が終わる／ユウウツに慣れちゃいけない | FAMIRES RECORDS 最高位182位                  |
| 3rd              | 2015年9月9日   | BEST3                      | FAMI-023   | 我に返るスキマを埋めろ／SKIP／ムカシミタイニハアソベナイ／過去のドレイだ 生きた化石だ／ねる日／SOX／秒針SKA／最高の錯覚／スピード／いい星じゃんか／こころ動け／歌う49歳／無計画とゆう名の壮大な計画／スポンジマン                                                                                          | FAMIRES RECORDS 最高位97位                   |
| ライブ・アルバム |                |                            |            | |                                              |
| 1st              | 2002年2月2日   | LIVE1995                   | FAMI-001   | ヨロコビ／気晴らしなんかじゃ気は晴れない／ガン告知はいらない／自家発電／いらない／ひとりあそび／年表の色／チーム／今度はサイゴまで／あのハナシのつづき／ほめてよ／巨大なダムのありんこの穴／ここで全部／うしろむきでOK!                                                                                    | FAMIRES RECORDS                              |
| 2nd              | 2002年2月2日   | LIVE2001                   | FAMI-002   | ワルクナイ ヨワクナイ／カンタンが降ってるんだ／われら天敵／両想い／ワリとスグに／いとしのワンダ／ハナシカケル／コインランドリーデート／タイクツカラ／アドバイス／デンワデスマソウ／天国は天国じゃなさそう／ダレガクルノ?                                                                                   | FAMIRES RECORDS                              |
| 3rd              | 2011年6月      | LIVE WITH FANFANS          | FAMI-019   | GO!GO!GO!／ムカシミタイニハアソベナイ／散歩のための散歩／疎遠／冬になっちゃえ／骨／脳／相撲取り／コインランドリーデート／自分らしさなんて／SKIP／スポンジマン／ワルクナイヨワクナイ | FAMIRES RECORDS                              |

### VIDEO/DVD
|     | 発売日         | タイトル                  | 規格品番         |
| --- | -------------- | ------------------------- | ---------------- |
| 1st | 1997年3月21日  | VIDEO TOMOVSKY            | ESVU-465         |
| 2nd | 2004年9月22日  | dvd tomovsky              | FAMI-007         |
| 3rd | 2005年8月24日  | LIVE 041105               | FAMI-009         |
| 4th | 2008年10月11日 | LIVE 070622               | FAMI-013 DVD-R盤 |
| 5th | 2009年3月8日   | BAND TOMOV 2006～2008     | FAMI-015 DVD-R盤 |
| 6th | 2015年1月      | TOMOVSKY & PONTOCHOV LIVE | FAMI-022         |

### オムニバス参加

#### CD
| 発売日                      | タイトル                                                                                 | 規格品番                | 備考 |
| --------------------------- | ---------------------------------------------------------------------------------------- | ----------------------- | --- |
| 1999年12月8日               | 『君の鳥は歌を歌える』                                                                   | TOCT-24286              | 「無理してる自分の無理も自分だと思う自分も無理する自分?」「無理してる自分の無理も自分だと思う自分も無理する自分」に参加（作曲、編曲、ボーカル） |
| 2002年12月20日              | 『STYLUS#5 「ハイラインレコーズ で自主制作カセットテープを販売していたアーティスト」編』 | CCJ-0006                | 「クルマ」収録 |
| 2003年06月11日              | 『ウクレレ ビートルズ～4弦はアイドル～』                                                 | PICL-1273               | 「ハローグッバイ」収録 |
| 2003年11月27日              | 『ウクレレ・レノン』                                                                     | PICL-1284               | 「Gimme Some Truth」収録 |
| 2005年12月2日 2006年1月26日 | 『不思議な六月の夜』                                                                     | FUSHIGI-001 FUSHIGI-002 | 「スポンジマン」収録 「不思議な六月の夜」に参加（ボーカル、コーラス）                                                                           |
| 2006年10月15日              | 『不思議な六月の夜 その2』                                                               | FUSHIGI-003             | 「巨大なダムのありんこの穴」収録 「もものうた」に参加（ドラム、コーラス）                                                                       |
| 2006年11月22日              | ASA-CHANG & ブルーハッツ『真冬の夜のブルーハッツ』                                       | NGCA-1026               | 「ムカシミタイニハアソベナイ(feat. TOMOVSKY)」収録                                                                                              |
| 2007年10月17日              | 『Rock For Baby』                                                                        | KSCL-1212               | 「浜千鳥」収録 |
| 2008年9月24日               | 『Sirius〜Tribute to UEDA GEN〜』                                                        | VICL-62999              | 「ドライブ」（Theピーズと共にカバー）収録 |
| 2010年9月8日                | 『モテキ的音楽のススメ ～土井亜紀・林田尚子盤～』                                        | AICL-2163               | 「自分らしさなんて」収録 |
| 2014年10月22日              | 『I LOVE FC MORE THAN EVER ～FLOWER COMPANYZ TRIBUTE～』                                 | AICL-2751               | 「煮込んでロック」（Theピーズと共にカバー）収録                                                                                                 |

#### 映像作品
| 発売日         | タイトル                                                            | 規格品番     | 備考                                                                 |
| -------------- | ------------------------------------------------------------------- | ------------ | -------------------------------------------------------------------- |
| 2011年2月16日  | 『Born in The '60s』                                                | AVBD-91817   | 「SKIP」収録                                                         |
| 2012年04月11日 | 『the pillows presents Born in The '60s 2011.10.09 at Zepp Sendai』 | AVBD-91903   | 「文句いわない」「脳」「スポンジマン」収録                           |
| 2012年6月4日   | 『不思議な巌流島ライブ～秋のお楽しみツアー～』                      | FUSHIGI-0004 | 「ワルクナイヨワクナイ」「スポンジマン」「歌いまくる40歳」「脳」収録 |

### 楽曲提供・制作協力
- Theピーズ
「中国たばこ」（1989年11月、作詞・作曲、大木温之との共作、『グレイテスト・ヒッツ VOL.1』収録）
「初夏レゲ」（2009年5月、キーボードで参加、『'09 初夏盤』収録）
- 酒井法子
「悲観の国からこんにちわ」「かくしゴトをしよう」「昨日の今日なのに」（1991年7月、プロデュース、作詞・作曲・コーラス・ウグイス声、『マジカル・モンタージュ・カムパニー』収録）
- KOTONE
「P・L・A・Z・A」（作詞、KOTONEとの共作）「TING TING TING」（作詞、コーラス）（1996年11月、『day too』収録）
- ホフディラン
「つづきはつづく」（1998年8月、作詞・作曲、渡辺慎との共作、『ホフディラン（アルバム）』収録）
- 宍戸留美
「北極星（ぽーらすたー）」（2001年9月、宍戸は瀬川おんぷ名義、上田禎と共同で編曲、『おジャ魔女BAN2 CDくらぶ その6 キャラクター・ミニアルバムシリーズ2 〜瀬川おんぷ〜』収録）
「sex friend」（2003年10月、作詞・作曲、作詞は宍戸との共作、『Rumi Roll』収録）

## 出版
- つれづれライブ日記（1991年、カステラ時代に連載されたエッセイ集、ソニー・マガジンズ）
- ひとりあそび（イラスト付エッセイ、マガジンハウス）
- TOMOVSKY ILLUSTRATIONS 1992~2007（イラスト集、遊タイム出版）[4]
- 淋しいのはお前だけじゃな（枡野浩一（短歌・文）、イラスト提供）

## ミュージック・ビデオ
| 監督                           | 曲名 |
| いわきりなおと(イワキリナオト) | 「Bad dreams also come true」「GO!GO!GO!」「アイタイヒトトダケ」「コインランドリーデート」「ワルクナイヨワクナイ ('06 Ver.)」「幻想特急」「我に返るスキマを埋めろ」「脳」     |
| 太田裕司                       | 「天国は天国じゃなさそう」 |
| 金井宏暁                       | 「自分らしさなんて」 |
| 草野翔吾                       | 「スピード」 |
| 満田亮                         | 「カンペキなヨナカ」 |
| 不明                           | 「あのハナシのつづき」「うしろむきでOK!」「ねるまえ」「イソイデナイノニ」「カンタンが降ってるんだ」「タイクツカラ」「デンワデスマソウ」「ワルクナイヨワクナイ」「天才ワルツ」 |

## エピソード
ジャパニーズポップスIIがテーマだった1992年2月18日放送のカルトQへ出場している。
映画『ピューと吹く!ジャガー THE MOVIE』のエンディングテーマに楽曲「脳」が使用された。
the pillowsのCDジャケットのイラストをいくつか手がけた。
2008年ごろから、ライブ・CDのレコーディング等において、兄のバンド、Theピーズとの間で相互に出演し合っている。
2009年7月、モスバーガーのCMの作曲および歌に起用された。

## 主なライブ

### ワンマンライブ・主催イベント
- 2007年 - トモフスキー・夏のワンマン『大航海』
- 2010年 - ひとりTOMOVSKY&コザック前田
- 2010年 - ひとりTOMOVSKY&ハハキマスキー
- 2010年 - バンドトモフワンマンライブ『秒針』
- 2012年 - バンドTOMOVワンマン
- 2013年 - ひとりトモフワンマン@高円寺
- 2013年 - バンドトモフスキー@高円寺HIGH
- 2014年 - 春のディナーショー
- 2014年 - おおきに!2014年歳末大感謝祭
- 2016年 - バンドトモフワンマン
- 2016年 - ひとりTOMOVSKY
- 2017年 - ひとりTOMOVSKY
- 2017年 - バンドTOMOVSKY
- 2020年 - ひとりトモフワンマン
- 2021年 - TOMOVSKY/夢のファンダンゴ・シリーズ「ラブジューソー vol.27」
- 2021年 - ひとりトモフワンマン
- 2021年 - トモフスキー -oneman-
- 2021年 - TOMOVSKY/夢のファンダンゴ・シリーズ「ラブジューソー vol.29」
- 2021年 - TOMOVSKY/夢のファンダンゴ・シリーズ「ラブジューソー vol.30」

## 出演
- 1992年02月18日 - カルトQ
- Colors of Life[いつ?]